# Edpercivalia cassicola
Edpercivalia cassicola är en nattsländeart som först beskrevs av Mcfarlane 1939.  Edpercivalia cassicola ingår i släktet Edpercivalia och familjen Hydrobiosidae. Inga underarter finns listade i Catalogue of Life.